# Vice Erak
Vice Erak (Šibenik, 12. siječnja 2001.), hrvatski je vaterpolist. Igra za VK Solaris Šibenik. Visok je 196 cm i težak 94 kg. Njegov brat, Karlo Erak, također je vaterpolist. 

## Vanjske poveznice
- Instagram
- Facebook